# 庫克群島國徽
庫克群島國徽是一面盾徽。該盾形中包含了國旗上面可以發現的十五星形。在盾形的兩側分別是飛魚（當地稱作maroro）跟白鷗（White Tern，當地稱作kakaia），一個支持著代表基督教符號的十字架，另一個則是支持著代表庫克群島傳統富裕的符號的拉羅湯加棍棒（momore taringavaru）。演講者（Orator）通常都在傳統談話上握住這棍棒。
盾形上方的頭盔是紅色羽毛的阿利伊（ali'i或ariki，酋長）帽（pare kura），象徵傳統階層系統的重要性。
「庫克群島」的英文國名標示在盾形下面的旗旌上。
該國徽是由Papa Motu Kora所設計，他是一位瑪塔伊阿波（Mataiapo），這在拉羅湯加的Matavera村之中是一個傳統的至高酋長（Paramount chief）頭銜。Papa Motu Kora也是酋長院（House of Ariki）的秘書長。酋長院（House of Ariki）是來自整個庫克群島所有至高酋長的組成。他擔任這個職務許多年，並且在庫克群島為tumu korero或傳統發言者而廣為知名。